# Harmothoe longisetis
Harmothoe longisetis är en ringmaskart som först beskrevs av Grube 1863.  Harmothoe longisetis ingår i släktet Harmothoe och familjen Polynoidae. Inga underarter finns listade i Catalogue of Life.